# Record Filmes
A Record Filmes é uma produtora de cinema brasileira integrante do Grupo Record, criada em 2005 como braço cinematográfico da Record. A empresa atua em parceria com outras produtoras independentes nacionais e distribuidoras nacionais e internacionais. 
O primeiro filme de longa-metragem produzido pela produtora foi Eliana em o Segredo dos Golfinhos. O segundo só foi lançado onze anos depois, Os Dez Mandamentos, que levou mais de 11 milhões de espectadores para os cinemas de mais de 8 países, e que detêm a terceira maior bilheteria do cinema brasileiro. O filme arrecadou mais de R$ 116 milhões.

## Filmes
- Eliana em o Segredo dos Golfinhos (2005)
- Os Dez Mandamentos (2016)[2][3][4][5][6]
- Jonas (2016)[7][8][9]
- Nada a Perder (2018)[10]
- Nada a Perder 2 (2019)